# Dufaux 5
Le Dufaux 5 était un avion biplace construit par les pionniers de l'aviation franco-suisses Henri et Armand Dufaux.

## Construction et développement
Après le survol du lac Léman dans sa longueur par Armand Dufaux sur le Dufaux 4 le 28 août 1910 améliorant largement le record du monde de Louis Blériot, Armand et son frère Henri produisent le premier avion biplace en Suisse.
Le Dufaux 4, est un monoplace, contrairement au Dufaux 5 conçu comme biplace. Le Dufaux 5 tient compte de l'expérience du Dufaux 4 et du modèle 2 à huit ailes. La conception de base du Dufaux 4 a été revue avec une place passager et le remplacement du moteur d'avion Anzani par un Gnome 70 en rotatif à sept cylindres en étoile pesant 91 kilogrammes pour 70 ch. Autrement, l'avion différait peu des structures similaires des années pionnières de l'aviation. L'avion garde la même longueur totale, la même envergure et la même hauteur. Les performances sont meilleures malgré le poids accru. Les deux ailerons placés entre les ailes sont désormais quatre, placés à l'arrière de chaque aile selon le système utilisé jusqu'à maintenant.

## Utilisation
Le biplace est construit à partir de décembre 1910, par la société Mégevet, à Corsier (où les frères Dufaux avaient effectué leurs premiers essais en vol). Le nombre total d'avions fabriqués y compris les Dufaux 4 est d'environ une quinzaine.
L'armée suisse a refusé les Dufaux 4 en mai 1910, les considérant comme inadaptés à un usage militaire. Le Dufaux 5 considérablement amélioré est utilisé du 4 au 6 septembre 1911, pour des vols de reconnaissance pendant les manœuvres des missions de reconnaissance du 1er Corps d'Armée. Il est piloté par Ernest Failloubaz (1892-1919), le plus jeune pilote de Suisse (alors âgé de 19 ans) détenteur du brevet N°1. Il vole avec le premier-lieutenant de cavalerie Gustave Lecoultre. Malgré quelques déboires (atterrissages forcés ou capotages) le bilan est jugé suffisamment positif pour lancer l' aviation militaire suisse.
Le Dufaux est utilisé à partir d'octobre 1911 à l' école de pilotage fondée par Emile Taddéoli à Viry près de Genève. Ernest Failloubaz a peut-être été le premier propriétaire d'un Dufaux 5. Il avait commandé en novembre 1910 à l'école de pilotage d' Avenches le Dufaux 5 avec lequel il avait déjà effectué un vol d'essai en présence d'Armand Dufaux, suivi d'un nombre inconnu de vols passagers dans la première quinzaine de janvier 1911. 
Armand Dufaux porte la production à 16 exemplaires le 18 avril lors du salon aéronautique de Viry, où il présente l'avion aux observateurs intéressés. Un vol de démonstration d'Emile Taddéoli fait un atterrissage forcé à Genève, sans dégâts humains ou matériels. Les démonstrations de vol continuent jusqu'en juillet 1911. Vraisemblablement à partir de cette date la production d'avions est abandonnée par les frères Dufaux, mais trois avions sont produits à Avenches, probablement à l'automne 1911.
Les propriétaires notables de Dufaux 5 sont Armand Dufaux, Emile Taddéoli, Ernest Failloubaz, François Durafour (1888-1967). 
Cobioni et Beck. Charles Girod, Georges Cailler, Gustave Lecoultre, Hollinger, Beck et Knutti reçoivent des leçons de pilotage à l'école de pilotage de Durafour à Avenches au cours de l'année 1911. Le modèle est utilisé à l’école de Failloubaz probablement au moins jusqu'en 1916.

## Variantes
En remplacement des moteurs rotatifs Gnome, moteurs à quatre cylindres Oerlikon ont été utilisés. 

### Aéronefs comparables
Dufaux 4